# 拉萨勒莱萨尔普
拉萨勒莱萨尔普（法語：La Salle-les-Alpes，發音：[la sal lez‿alp] ⓘ）是法国上阿尔卑斯省布里扬松区的市镇，面积35.42平方千米，2022年1月1日人口为919人。

## 地理
拉萨勒莱萨尔普（44°56'41"N, 6°34'15"E）面积35.42平方千米，位于法国普罗旺斯-阿尔卑斯-蓝色海岸大区上阿尔卑斯省，该省份为法国东南部内陆省份，北起萨瓦省，西北接伊泽尔省，西南接德龙省，南至上普罗旺斯阿尔卑斯省，东北部与意大利接壤。
与拉萨勒莱萨尔普接壤的市镇（或旧市镇、城区）包括：勒莫内捷莱班、内瓦什、皮圣安德烈、圣沙夫雷、瓦勒德普雷、瓦卢伊斯-佩尔武。
拉萨勒莱萨尔普的时区为UTC+01:00、UTC+02:00（夏令时）。

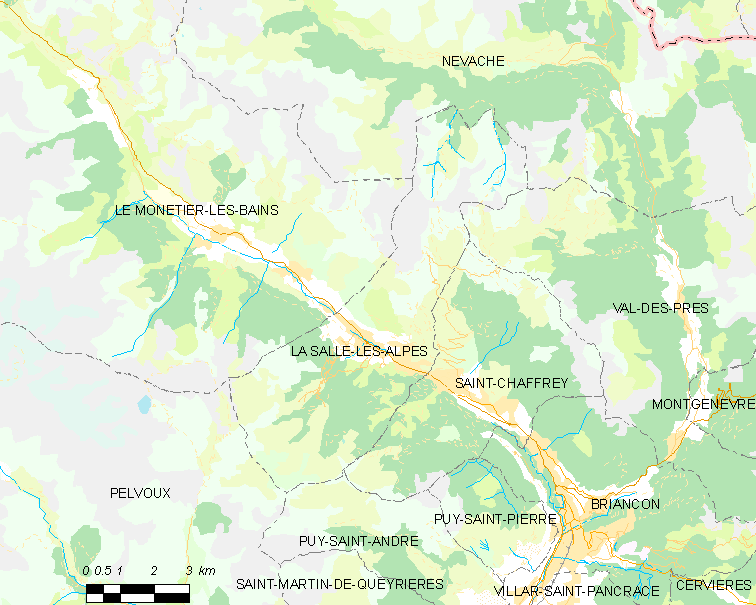
拉萨勒莱萨尔普的OSM定位图

## 行政
拉萨勒莱萨尔普的邮政编码为05240，INSEE市镇编码为05161。

## 政治
拉萨勒莱萨尔普所属的省级选区为布里扬松第一县。

## 人口

1962-2008年间拉萨勒莱萨尔普人口变化图示

拉萨勒莱萨尔普于2022年1月1日时的人口数量为919人。